# Čeněk Melka

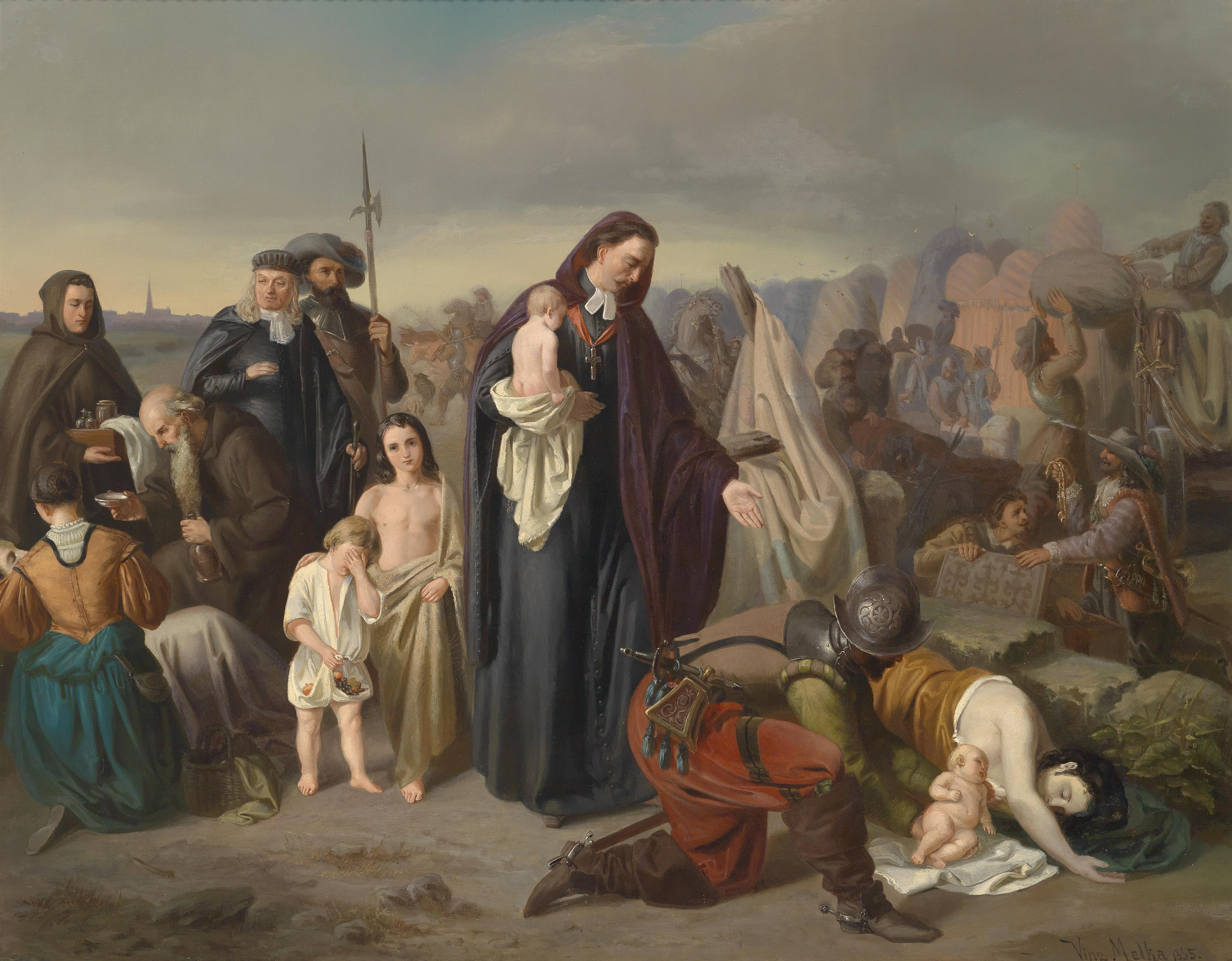
Vincenc Melka: Leopold Karel z Koloniče (1688–1695) v tureckém táboře

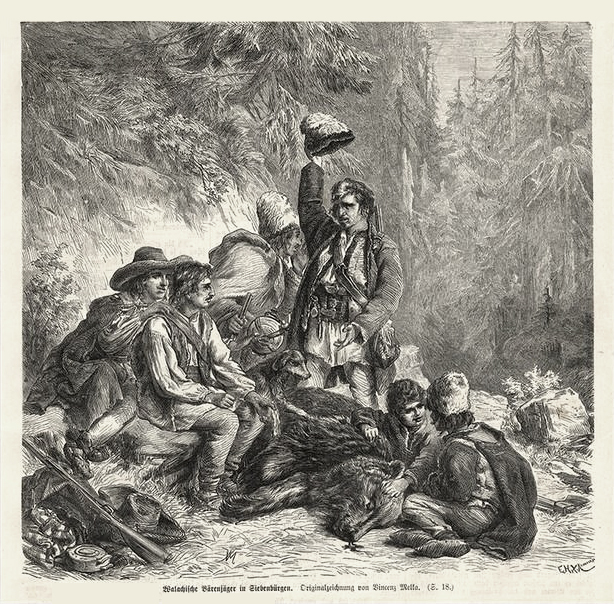
Vincenc Melka: Valašští lovci medvědů v Sedmihradsku

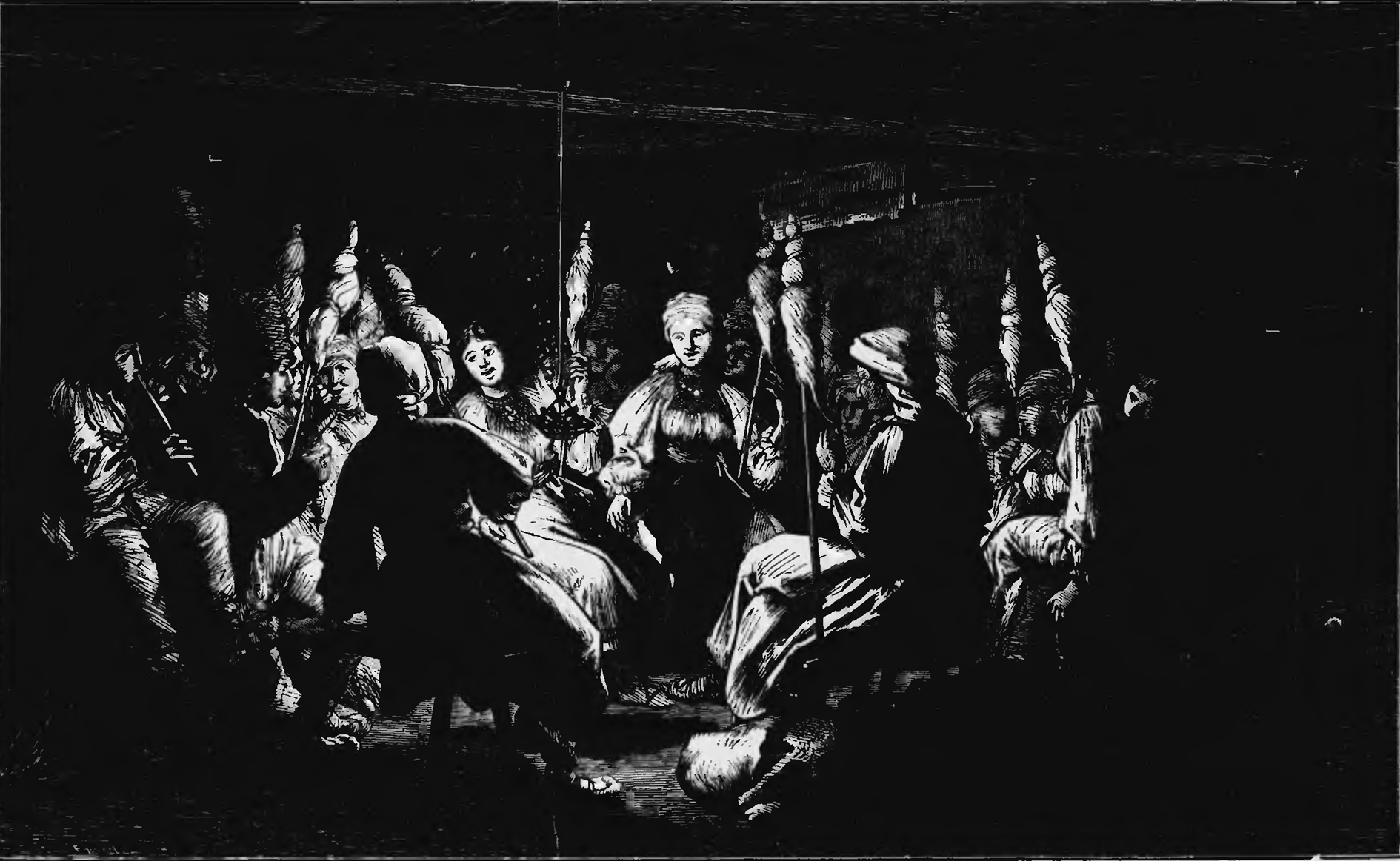
Čeněk Melka: Přástky v Rumunsku (repro Květy 1870)

Čeněk Melka, úředně Vincenc Melka, v maďarštině Melka Vince (10. ledna 1834 Nové Benátky – 25. září nebo listopad 1911 Kluž) byl český malíř dlouhodobě žijící v Sedmihradsku (tehdejší Uhry, dnes Rumunsko).

## Život
Narodil se v rodině ševcovského mistra Jana Melky a jeho manželky Marie. V letech 1847–1857 vystudoval monumentální historickou malbu na pražské Akademii výtvarných umění, kde byl žákem Christiana Rubena a Eduarda von Engerth.
Od roku 1863 pobýval v Transylvánii. Koncem šedesátých a počátkem sedmdesátých let pobýval v Drážďanech, kde studoval a kopíroval díla vystavená v Zwingeru. Žil v Sibiu a v Kluži se natrvalo usadil po roce 1870 a setrval tam až do konce života; byl zde také učitelem kreslení.
Stal se oblíbencem korunního prince Rudolfa, který ho v letech 1881–1888 bral na své lovecké výpravy a pro kterého namaloval řadu obrazů. V Kluži dožil v osamění.

## Rodina
V Praze se v letech 1880-1884 připomíná jeho stejnojmenný synovec (̈* 1858 Vídeň), nemanželský syn jeho sestry Eleonory Melkové, sklenářský tovaryš 

## Dílo
V rané tvorbě zpracovával historická témata pod vlivem profesorů Akademie Christiana Rubena a Eduarda von Engerth, například Verbování v táboře Valdštejnském.
Po příchodu do Sedmihradska se věnoval žánrovým národopisným námětům. Studoval a maloval místní typy – rumunské cikány, medvědáře, místní trhy apod. – v sedmihradských Karpatech. Maloval také portréty.
Melkova díla bývala zastoupena na výstavách Umělecké besedy, ve sbírkách českých sběratelů a reprodukovaly je české časopisy Květy, Světozor a Zlatá Praha.

### Výstava v Kluži
V prosinci 2019 byla v Kluži otevřena výstava obrazů a kreseb Čeňka Melky, zachovaných v depozitáři místního muzea, doplněná o zápůjčky z jiných zdrojů, hlavně ze soukromé sbírky Alexandru Bârsana ze Sibiu. Tyto obrazy nebyly vystaveny více než 100 let, šest z nich bylo pro výstavu zrestaurováno. První a poslední souborná výstava Melkova díla, na které bylo vystaveno na 160 obrazů, se konala tři roky po jeho smrti, v roce 1914.

## Zajímavost
Dobový tisk a další zdroje se shodují, že Čeněk Melka zemřel v roce 1911. Přesto časopis Světozor, do kterého pravidelně přispíval, o něm už v roce 1886 referoval jako o zemřelém.